# Hong Sang-soo
Hong Sang-soo (* 25. Oktober 1960 in Seoul, Südkorea) ist ein südkoreanischer Filmregisseur und Drehbuchautor.

## Leben
Er studierte an der ChungAng University in Seoul, in den USA am California College of Arts and Crafts, und am Art Institute of Chicago. Schließlich verbrachte er mehrere Monate in Frankreich an der Cinémathèque française in Paris. Seit 1985 ist er verheiratet. Das Paar hat eine Tochter. Allerdings wurde im Juni 2016 bekannt, dass er bereits seit einigen Monaten mit der Schauspielerin Kim Min-hee zusammenlebt. Im Dezember 2016 reichte Hong die Scheidung ein. Nach langem Hin und Her wurde im Juni 2019 durch das Familiengericht Seoul das Urteil gefällt, dass die Ehe nicht geschieden wird. Schuld am Bruch der Ehe habe Hong, womit nur die Geschädigte die Scheidung fordern könne. Hong ging nicht in Berufung. Das Urteil ändere nichts daran, dass seine Ehe de facto zu Ende sei. Wenn sich die sozialen Umstände in Südkorea ändern, möchte er erneut versuchen, die Bestätigung durch ein Gericht zu erhalten. Bis dahin konzentriere er sich auf sein eigenes Leben und seine Filmprojekte.
Seine subtilen, intellektuellen Filme, oft über Angst vor dem Tod und beruflichen Misserfolg, Selbstmitleid und neurotische Beziehungen, erhalten gute Kritiken, sind aber nur mäßig erfolgreich beim südkoreanischen Publikum und werden im europäischen Ausland, vor allem in Frankreich, stärker rezipiert als in Hongs Heimat. Ekkehard Knörer beschreibt sie in der taz: „Immer wieder die Trinkgelage, die Gewaltausbrüche, Künstler voller Selbstmitleid zwischen Frauen, die sich oft zu vieles zu lange gefallen lassen. Die Figuren, die Geschichten gleichen sich, Hong ist, darin dem großen Yasujiro Ozu ähnlich, ein Meister der Variation im Seriellen, keiner, der sich von Film zu Film neu erfindet. Bei näherem Hinsehen auf die Details aber wird klar: Er ist ein höchst hintergründiger Regisseur. Allerdings besteht das Hintergründige nicht so sehr in Verästelungen, sondern eher in Wiederholungsstrukturen.“ Der österreichische Standard vergleicht die Techniken der Verschachtelung mit ähnlichen Verfahren im Werk Alain Resnais.
1996 wurde sein Film Der Tag, an dem ein Schwein in den Brunnen fiel (Daijiga umule pajinnal) auf dem Internationalen Filmfestival Mannheim-Heidelberg gezeigt. Mit Bam gua nat war er im Wettbewerb der Berlinale 2008 zu sehen. 2010 erhielt er für Ha ha ha bei den 63. Filmfestspielen von Cannes den Prix Certain Regard.
2012 stellte Hong Sang-soo den Spielfilm In Another Country (Dareun Nara-eseo) fertig, den er erstmals überwiegend in englischer Sprache abdrehte. Als Hauptdarstellerin ist die Französin Isabelle Huppert zu sehen, die jeweils drei verschiedene Frauen namens Anne porträtiert, die das gleiche Strandhotel besuchen und dieselben Bekanntschaften machen. In Another Country brachte dem Regisseur 2012 seine dritte Einladung in den Wettbewerb der Internationalen Filmfestspiele von Cannes ein, blieb aber unprämiert. 2013 gewann er den Regiepreis des Internationalen Filmfestivals von Locarno für Uri Sunhi, der eine Frau aus der Perspektive von drei Männern beschreibt, die in sie verliebt waren. 2015 konkurrierte Hong erneut im Wettbewerb von Locarno und konnte mit Jigeumeun Matgo Geuttaeneun Teullida (engl. Festivaltitel: Right Now, Wrong Then) den Hauptpreis des Festivals, den Goldenen Leoparden, gewinnen. Der Film stellt einen verheirateten Filmregisseur (Jung Jae-young) in den Mittelpunkt, der einen Tag zu früh zu einer Filmvorführung in Suwon anreist und beim Zeitvertreiben einer Malerin (Kim Min-hee) näherkommt. Auch in seinen beiden folgenden Filmen besetzte Hong Kim Min-hee. Während sie in der bei den Filmfestspielen von Cannes 2016 gedrehten Komödie Claire’s Camera (Keul-Le-Eo-Ui-Ka-Me-La) an der Seite von Isabelle Huppert zu sehen ist, schlüpfte sie für The Day After (Geu-Hu) in die Rolle einer neuen Verlagsmitarbeiterin, deren Vorgängerin eine Affäre mit dem Chef hatte. Beide Filme wurden 2017 im Rahmen der 70. Filmfestspiele von Cannes gezeigt, wobei Hong für The Day After seine insgesamt vierte Einladung in den Wettbewerb um die Goldene Palme erhielt.
2018 wurde er in die Academy of Motion Picture Arts and Sciences berufen, die jährlich die Oscars vergibt. 2020 erhielt er für seinen Spielfilm Die Frau, die rannte erneut eine Einladung in den Wettbewerb der 70. Internationalen Filmfestspiele Berlin. Die Hauptrolle besetzte Hong erneut mit Kim Min-hee. In Berlin wurde der Film mit dem Silbernen Bären für die beste Regie ausgezeichnet.
2021 erhielt er für Introduction seine insgesamt sechste Einladung in den Wettbewerb der 71. Internationalen Filmfestspiele Berlin und gewann dort den Drehbuchpreis. Im Jahr darauf wurde seinem Spielfilm Die Schriftstellerin (The Novelist’s Film) eine erneute Einladung in den Berlinale-Wettbewerb 2022 zuteil und gewann den Großen Preis der Jury. Zwei Jahre später erhielt er für A Traveler’s Needs mit Isabelle Huppert seine insgesamt siebte Einladung in den Hauptwettbewerb von Berlin und erneut den Großen Preis der Jury zuerkannt.
Sein film Syuoocheon (By the Stream) wurde in seiner Anwesenheit im Programm Concorso Internazionale bei der 2024 Locarno Film Festival gezeigt. Im Februar 2025 hatte sein Film What Does that Nature Say to You auf der 75. Berlinale Premiere im Hauptwettbewerb, blieb aber unprämiert. Im selben Jahr wurde er beim 78. Filmfestival von Cannes als Jurymitglied des Hauptwettbewerbs ausgewählt.

## Filmografie (Auswahl)
- 1996: Der Tag, an dem ein Schwein in den Brunnen fiel (Daijiga umule pajinnal)
- 1998: The Power of Kangwon Province (Kangwon-do ui him)
- 2000: Virgin Stripped Bare by Her Bachelors (Oh! Soo-jung)
- 2002: On the Occasion of Remembering the Turning Gate (Saenghwalui balgyeon)
- 2004: Woman is the Future of Man (Yeojaneun namjaui miraeda)
- 2005: Eine Kinogeschichte (OT: Geuk jang jeon, Verweistitel: Tale of Cinema)
- 2006: Woman on the Beach (Haebyonui yoin)
- 2008: Nacht und Tag (Bam gua nat)
- 2009: Like you know it all (Jal aljido mothamyeonseo)
- 2010: Hahaha
- 2010: Oki’s Movie (Ok-hui-ui yeonghwa)
- 2011: The day he arrives (Book-chon-bang-hyang)
- 2012: In Another Country (Da-reun na-ra-e-seo)
- 2013: Haewon und die Männer (Nugu-ui Ttal-do Anin Haewon)
- 2013: Uri Sunhi
- 2015: Right Now, Wrong Then (지금은맞고그때는틀리다 Jigeumeun Matgo Geuttaeneun Teullida)
- 2016: Yourself and Yours (당신자신과 당신의 것 Dangsinjasin-gwa Dangsin-ui Geot)
- 2017: On the Beach at Night Alone
- 2017: Claire’s Camera (클레어의 카메라 Keul-Le-Eo-Ui-Ka-Me-La)
- 2017: The Day After (그 후 Geu-Hu)
- 2018: Grass (풀잎들 Puripdeul)
- 2018: Hotel by the River (강변 호텔 Gangbyeon Hotel)
- 2020: Die Frau, die rannte (도망친 여자 Domangchin yeoja)
- 2021: Introduction (인트로덕션 Inteurodeoksyeon)
- 2022: Die Schriftstellerin (The Novelist’s Film bzw. 소설가의 영화 So-seol-ga-ui Yeong-hwa)
- 2024: A Traveler’s Needs (여행자의 필요 Yeohaengjaui pilyo)
- 2024: By the Stream (당신 Suyoocheon)
- 2025: What Does that Nature Say to You (그 자연이 네게 뭐라고 하니 Geu jayeoni nege mworago hani)